# François Bellot
François Bellot (Jemelle, 8 februari 1954) is een Belgisch liberaal politicus voor de MR.

## Levensloop
In 1976 promoveerde Bellot tot burgerlijk ingenieur aan de Universiteit van Luik, in 1981 behaalde hij het diploma van ingenieur industrieel management aan de UCL, in 1983 werd hij licentiaat in de politieke en administratieve wetenschappen en van 1986 tot 1987 studeerde hij een jaar aan de École nationale d'administration in Parijs. Zijn eindwerk ging over de strategieën voor internationale investeringen van mondiale bedrijfsconcerns.
Hij was van 1978 tot 1981 als werfbeheerder betrokken bij het ontwerpen en bouwen van bruggen en sluizen en werkte daarna van 1981 tot 1990 als ingenieur en chef-directeur van Bruggen en Wegen op het federale ministerie van Openbare Werken. Na de splitsing van het ministerie was hij tot 1998 directeur van de diensten voor onderzoek en ontwikkeling van het vervoer van het Waals Gewest, vooraleer hij volop zijn politieke mandaten als voltijds beroep nam.
Bellot werd politiek actief binnen de liberale PRL en later de MR. Van 1982 tot 1988 was hij OCMW-raadslid van Rochefort en in januari 1989 werd hij er gemeenteraadslid. Van januari 1995 tot januari 1998 was Bellot burgemeester van Rochefort en daarna van januari tot september 1998 schepen. Van januari 2001 tot december 2018 was hij opnieuw burgemeester, zij het vanaf april 2016 verhinderd vanwege zijn ambt als minister. Van december 2018 tot juni 2019 was Bellot titelvoerend schepen in Rochefort, waarna hij ontslag nam uit zijn functies in het bestuurscollege.
Van 1995 tot 2000 was Bellot eveneens provincieraadslid van Namen en vanaf september 1998 was hij bestendig afgevaardigde van de provincie. In december 2000 nam hij ontslag uit beide functies om in de Kamer van volksvertegenwoordigers te zetelen. Hij werd er actief in de commissie Infrastructuur, Verkeer en Overheidsbedrijven, waarvan hij van 2007 tot 2010 voorzitter was. Na de verkiezingen van juni 2010 maakte hij als rechtstreeks gekozen senator de overstap naar de Senaat, waar hij van 2010 tot 2011 fractievoorzitter was voor zijn partij. Bellot bleef senator tot in 2014. Bij de verkiezingen van mei 2014 werd hij voor het arrondissement Dinant-Philippeville verkozen in het Waals Parlement en het Parlement van de Franse Gemeenschap. Hij zetelde er tot in april 2016 en in het Waals Parlement was hij voorzitter van de commissie Landbouw en Toerisme.
Vanaf 18 april 2016 was François Bellot minister van Mobiliteit in de federale regeringen Michel I en II, belast met Belgocontrol en de NMBS. Hij volgde Jacqueline Galant op, die ontslag nam omdat ze onder vuur lag wegens de veiligheid van de Belgische luchthavens in nasleep van de aanslagen op Brussels Airport op 22 maart 2016 en haar foute communicatie hierover.
Bij de verkiezingen van mei 2019 werd Bellot opnieuw verkozen in het Waals Parlement en het Parlement van de Franse Gemeenschap. Zolang hij minister in de federale regering was, werd hij in deze assemblees vervangen door Frédérick Botin. Bellot bleef nog minister tot oktober 2020, toen de regering-De Croo de eed aflegde, en nam toen zijn parlementaire mandaten terug op, die hij vervulde tot in juni 2024. Van september 2021 tot juni 2024 was hij eerste ondervoorzitter van het Parlement van de Franse Gemeenschap.
Bellot werd laatste opvolger van de MR-lijst in Namen bij de federale verkiezingen van juni 2024.

## Privé
Bellot is gehuwd en heeft drie kinderen.

## Ereteken
- 2019: Grootofficier in de Leopoldsorde.[5]